# Patrycja Skórzewska
Patrycja Skórzewska (ur. 15 czerwca 1996) – polska lekkoatletka, wieloboistka mieszkająca we Wrocławiu. Obecnie reprezentująca KS AZS AWF Wrocław, z którym zdobyła brązowy medal Mistrzostw Polski w siedmioboju w 2019.

## Kariera juniorska
Od lata 2012 do lata 2015 roku była reprezentantką WLKS Wrocław, z którym zajęła 1. miejsce w 2015 \na Mistrzostwach Polski w wieloboju Seniorskim i U20 w Krakowie. W tym samym sezonie na Mistrzostwach Europy w wieloboju dla U20 w Eskilstunie (Szwecja) zajęła 15. miejsce.

## Kariera seniorska
Pierwsze kroki w seniorskim sporcie miały miejsce w halowych Mistrzostwach Polski w Toruniu w 2019, gdzie zajęła 3. miejsce w pięcioboju. Jednym z najlepszych wyników w jej karierze był występ w drużynowych Mistrzostwach Europy w Ribeira Brava (Portugalia) w 2019\, w których damska reprezentacja Polski z siedmioboju zajęła 11. miejsce. Ten wynik był najlepszy ze wszystkich jej dotychczasowych występów seniorskich. Zdobyła 5360 punktów, zajmując 3. miejsce wśród reprezentantek Polski.